# Tom Vandenkendelaere

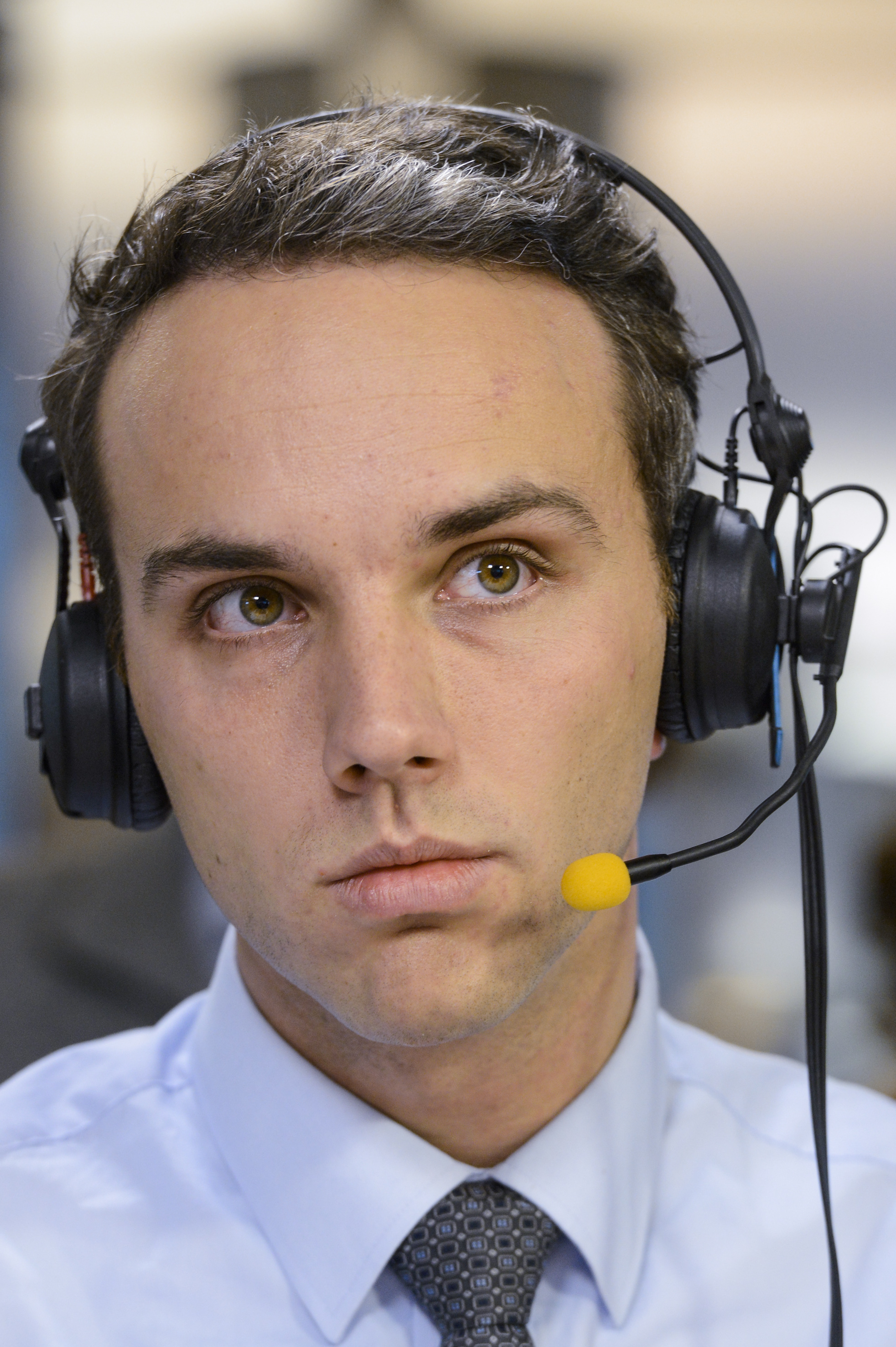
Tom Vandenkendelaere (2012)

Tom Vandenkendelaere (* 2. September 1984 in Roeselare) ist ein belgischer Politiker, der von 2014 bis 2019 Mitglied des Europäischen Parlaments (MdEP) war und erneut seit 2021 ist. Er ist Mitglied der Christlich-Demokratischen und Flämischen Partei (CD&V), die in der EVP-Fraktion sitzt.

## Politische Karriere
Vandenkendelaere war von 2013 bis 2014 Vorsitzender des CD&V-Jugendflügels. 2014 trat er die Nachfolge von Marianne Thyssen an, die EU-Kommissarin wurde. Im Parlament war er Mitglied des Ausschusses für Wirtschaft und Währung (ECON), des Untersuchungsausschusses "Panama Papers" (PANA) und der Delegation für die Beziehungen zur Volksrepublik China. Seit seinem Wiedereinzug ins Parlament im Jahr 2021 gehört Vandenkendelaere dem Ausschuss für Binnenmarkt und Verbraucherschutz und dem Unterausschuss für Sicherheit und Verteidigung an. Neben seinen Ausschussaufgaben war er Mitglied der Delegation für die Beziehungen zum Iran und Vorsitzender der Delegation in der Parlamentarischen Versammlung der NATO.